# Заямне (Березинський район)
Заямне (біл. вёска Заямное) — село в складі Березинського району Мінської області, Білорусь. Село підпорядковане Поплавській сільській раді, розташоване в східній частині області.